# Бораган (Симферопольский район)
Борага́н (укр. Бораган, крымскотат. Borağan, Борагъан) — исчезнувшее село в Симферопольском районе Крыма. Находилось по левой стороне долины Малого Салгира, между современными сёлами Лазаревка и Дружное. Лежало довольно высоко в горах, у подножия западных отрогов Долгоруковской яйлы, в балке, до сих пор носящей название Бараган.

## История
Первое документальное упоминание села встречается в кадиаскерском акте о разделе общинной земли 1670 года. Судя по Камеральному Описанию Крыма… 1784 года, в последний период Крымского ханства Бораган входил в Ехары Ичкийский кадылык Акмечетского каймаканства. После присоединения Крыма к России (8) 19 апреля 1783 года, (8) 19 февраля 1784 года, именным указом Екатерины II сенату, на территории бывшего Крымского Ханства была образована Таврическая область и деревня была приписана к Симферопольскому уезду. После Павловских реформ, с 1796 по 1802 год, входила в Акмечетский уезд Новороссийской губернии. По новому административному делению, после создания 8 (20) октября 1802 года Таврической губернии, Бораган был включён в состав Аргинской волости Симферопольского уезда.
Видимо, вследствие эмиграции крымских татар в Турцию, село опустело и на карте 1817 года Бураган обозначен как пустующий. Больше ни на картах, ни в документах название не встречается.